# كفر حشاد
كفر حشاد إحدى قرى مركز كفر الزيات التابع لمحافظة الغربية بجمهورية مصر العربية.

## التاريخ
قرية كفر حشاد من القرى القديمة وأصلها من سكان «الزبيرية» نسبة إلى مؤسسيها من أنصار عبد الله بن الزبير بعد أن أخرجهم الخليفة مروان بن الحكم من الفسطاط سنة 65هـ/685م وأنزلهم بتلك المنطقة. أغرق فيضان نهر النيل القرية في القرن الحادي عشر الهجري واندثرت، فأسس أهلها مساكن جديدة في زمام القرية، فأنشأوا ثلاثة كفور وهي كفر حشاد الذي نُسب إلى مؤسسه الشيخ عبد المنعم حشاد وكفر الهواشم وكفر شماخ، ولكن بقى اسمها في الدفاتر الحكومية الزبيرية.
فُصلت الكفور الثلاثة عن بعضها ضمن نواحى ولاية المنوفية في سنة 1228 هـ/1813م. عُدّلت حدود مديريتي الغربية والمنوفية في سنة 1896م ففُصلت القرية عن مركز تلا بمديرية المنوفية، وأُلحقت بمركز كفر الزيات بمديرية الغربية. صدر قرار بضم أراضى الكفور الثلاثة إلى بعضها في سنة 1900 وسُميّت باسم «كفور حشاد»، ثم أُلغي هذا القرار سنة 1939م وفُصلت مجددًا عن بعض البعض.

## السكان
بلغ عدد سكان كفر حشاد 13,906 نسمة حسب تقدير عام 2018.
| السنة  | 1882 | 1897 | 1907 | 1927 | 1947 | 1960 | 1976 | 1986 | 1996 | 2006   | 2018   |
| ------ | ---- | ---- | ---- | ---- | ---- | ---- | ---- | ---- | ---- | ------ | ------ |
| القرية | 1059 | 1509 | 1669 | 3813 | 2537 | 3902 | 5336 | 7432 | 8933 | 10,453 | 13,906 |